# Bagmati (rivier)

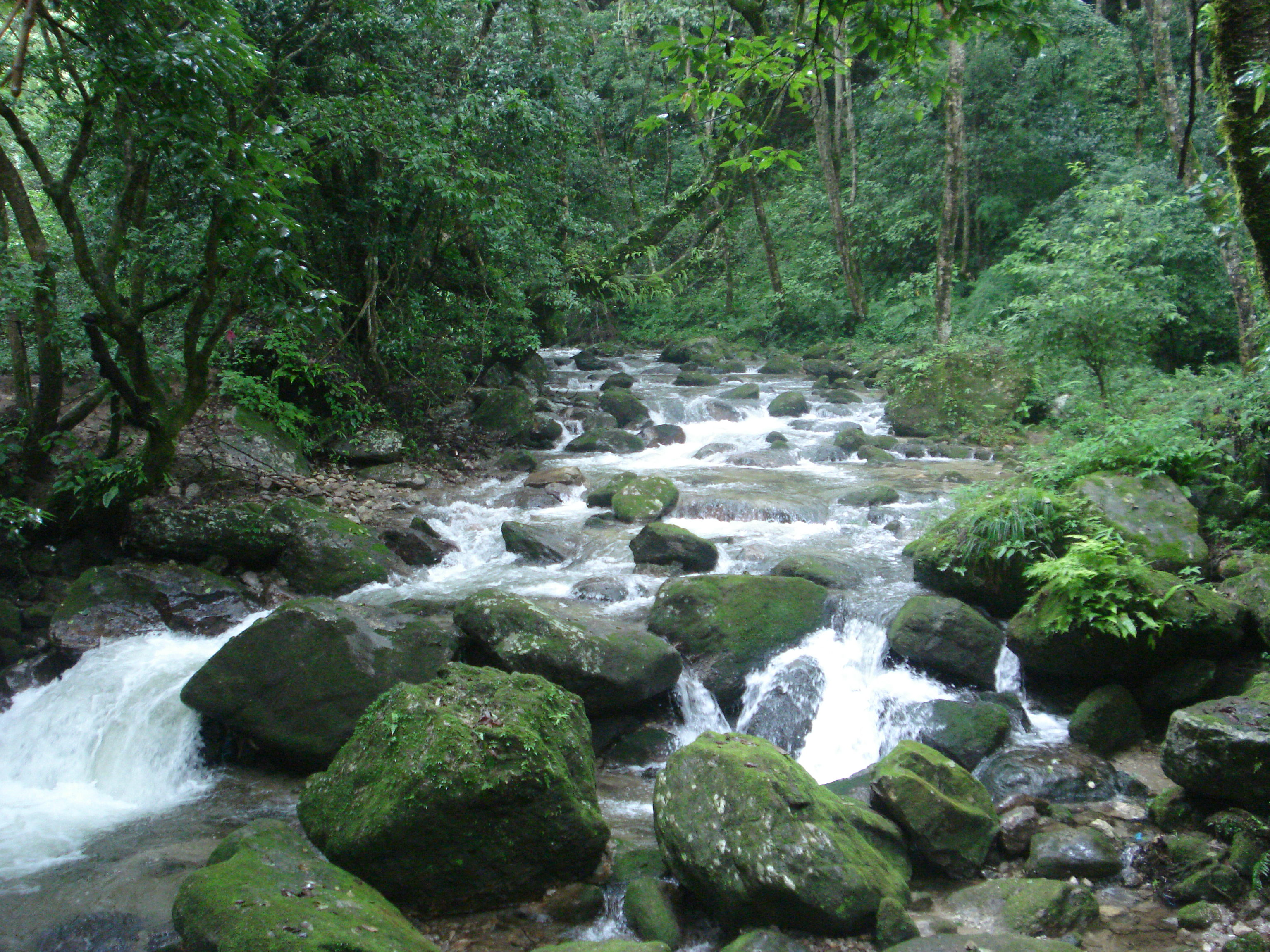
Bagmati river from Sundarilal,Kathmandu, Nepal

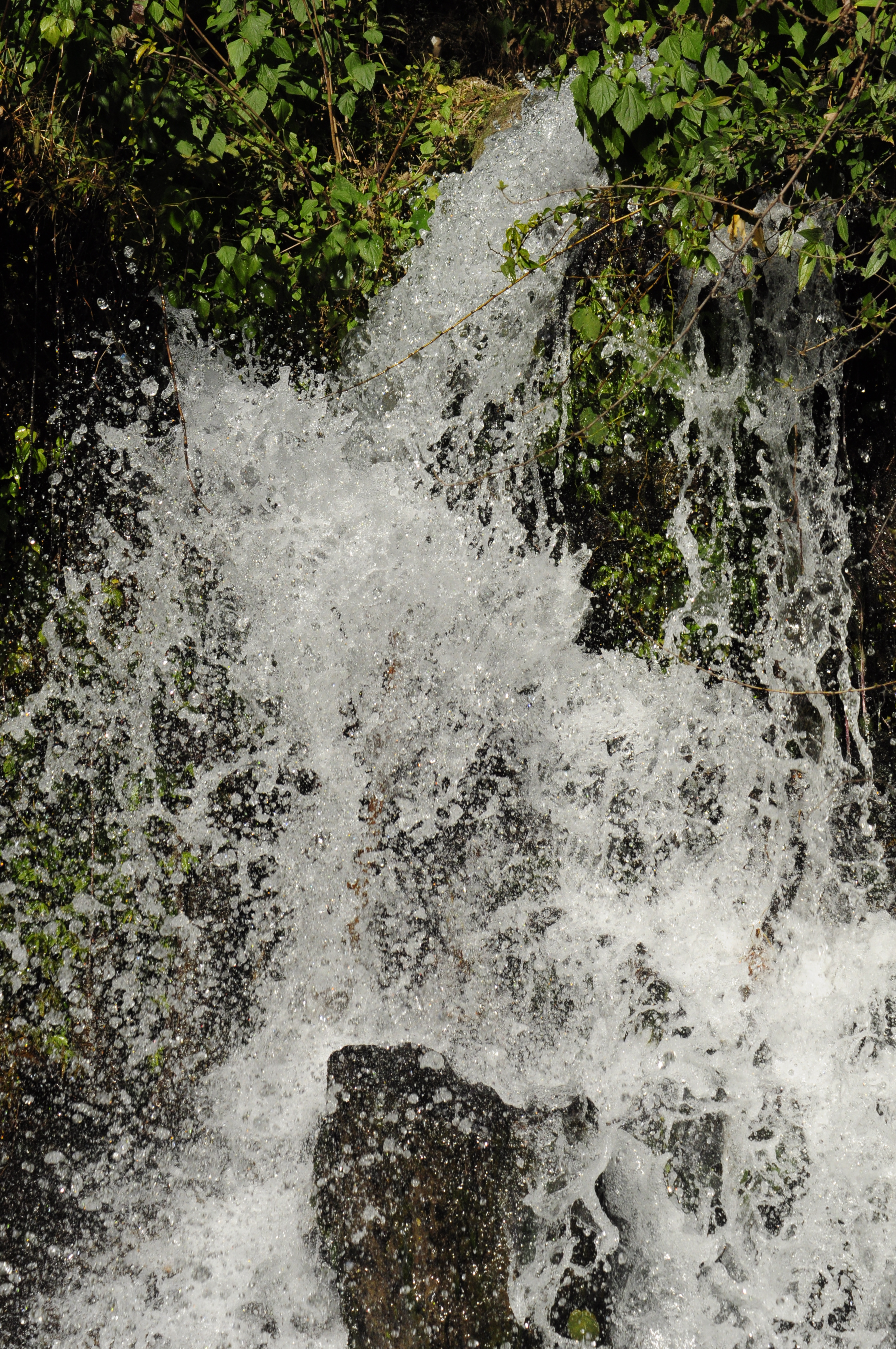
View of Bagmati River from Sundarijal VDC

Bagmati (Nepalees: बागमती) is een rivier in Nepal.
De river ontspringt aan de noordzijde van de Kathmandu-vallei en stroomt langs Kathmandu. De Bagmati is een sterk vervuilde rivier die een schoonmaakbeurt ondergaat. Voor de lokale hindoebevolking is het tevens een heilige rivier. Hij mondt uit in de Ganges.
Aan de oever van de Bagmati ligt het tempel-complex Pashupatinath. De Nepalese zone Bagmati dankt zijn naam aan deze rivier.